# Kuurdak
Kuurdak (kazašsky қуырдақ, kyrgyzsky куурдак, turkmensky gowurdak, ujgursky قورداق, uzbecky qovurdoq, mongolsky Хуурдаг) je kazachstánský národní pokrm připravovaný z vnitřností orestovaných na skopovém tuku a ochucených solí, cibulí a pepřem. Podává se s chlebem.
Tradiční příprava kuurdaku, považovaného za národní jídlo Kazachstánu, zahrnovala vaření masa (velbloudí, koňské, kozí nebo hovězí) ve velkém kotli se zeleninou a kořením. Ke konci vaření se do pokrmu přidávaly kuličky těsta a celé zvíře bylo pokryto zeleninovou omáčkou. Kuurdak se podával na velkém množství rýže uvařené ve šťávě z masa. Tradičně se umisťoval do středu dastarkhānu, tradiční rohože, kolem níž se stolovalo na zemi.
V minulosti byly některé části zvířete nabízeny konkrétním strávníkům. Starší dostávali hlavu zvířete jako symbol moudrosti, děti uši, aby "lépe naslouchaly", a oči čestný host. Před začátkem jídla se konala tzv. bata, děkovný rituál, při kterém hostitel popřál s rukama před obličejem zbytku stolu blahobyt. Po proslovu si hostitel přejel konečky prstů z čela dolů po tváři. Toto gesto zopakovali i ostatní hosté, čímž započala konzumace jídla.
Když se Kazachstán stal součástí Sovětského svazu, začal se kuurdak připravovat jednodušším způsobem a obřady spojené s jeho konzumací se přestaly dodržovat. Typicky se používá maso koňské, skopové nebo hovězí. Vnitřnosti se nakrájí na kousky a smaží na oleji. Pokrm se dochucuje cibulí a pepřem.